# Ferdinando Carlesi
Ferdinando Carlesi (Prato, 2 settembre 1879 – Firenze, 5 maggio 1966) è stato un traduttore, critico letterario, scrittore e poeta italiano.

## Biografia
Figlio unico di Luigi e Giovanna Zeloni, dopo aver frequentato il Liceo Cicognini studiò Filosofia e Filologia presso il Regio Istituto di studi superiori pratici e di perfezionamento, diplomandosi nel 1902 con la tesi Origini della città e del comune di Prato, pubblicata due anni più tardi dall'editore Alberghetti. Divenne noto soprattutto per le traduzioni dallo spagnolo, lingua che apprese da autodidatta: Lazarillo de Tormes (di autore anonimo, 1907), Spirito ambulante di José María Salaverría (1922), testi scelti dal teatro di Calderón de la Barca (1948) ma soprattutto il Don Chisciotte di Cervantes (1933), del quale rese la caratteristica prosa così vicina al parlato ricorrendo a un italiano toscaneggiante (è tuttora stampato da Mondadori). Notevole pure la versione dal latino delle Metamorfosi di Apuleio (1954), lodata da Giovanni Papini. Di suo pubblicò, tra l'altro, una raccolta di poesie (La noia degli astri), una di  novelle (Menippee) e il romanzo Più luce.